# Liangshan (köpinghuvudort i Kina, Jiangxi Sheng, lat 27,67, long 114,91)
Liangshan är en köpinghuvudort i Kina. Den ligger i provinsen Jiangxi, i den sydöstra delen av landet, omkring 150 kilometer sydväst om provinshuvudstaden Nanchang. Antalet invånare är 16 288. Befolkningen består av 7 600 kvinnor och 8 688 män. Barn under 15 år utgör 18,0 %, vuxna 15-64 år 72 %, och äldre över 65 år 9,0 %.
Runt Liangshan är det ganska tätbefolkat, med 129 invånare per kvadratkilometer. Närmaste större samhälle är Xinyu, 19,4 km norr om Liangshan. I omgivningarna runt Liangshan växer huvudsakligen savannskog.
Genomsnittlig årsnederbörd är 2 315 millimeter. Den regnigaste månaden är maj, med i genomsnitt 349 mm nederbörd, och den torraste är oktober, med 28 mm nederbörd.